# Kaledonci
Kaledonci (latinsko Caledones, starogrško Καληδώνες, latinizirano: Kaledónes) ali Kaledonska plemenska zveza je naziv, s katerim so zgodovinarji imenovali domorodna ljudstva, ki so v železni dobi in rimskem  obdobju zasedbe Britanije  živela na ozemlju sedanje Škotske. Rimljani so njihovo ozemlje imenovali Kaledonija in jih na začetku prištevali k Britom. Kasneje si jih razlikovali od njih  in jih preimenovali v Pikte. Kaledonci so bili sovražniki Rimljanov, ki so zasedli večji del Velike Britanije in tam ustanovili svojo provinco Britannio.
Naziv Caledones bi lahko izhajal iz britskega izraza caled - trd ali grob, kateremu je dodan keltski izraz za velik.  Naziv *caledonos bi zato lahko pomenil veliko, trdo/grobo osebo, *caledoni  pa veliko, trdo/grobo ljudstvo.  Druga možnost je, da izhaja iz brtiskega calet-donia, ki ima popolnoma enak pomen. Tretje možnost je, da izhaja iz gelskega izraza coille – gozd, kar bi pomenilo ljudstvo iz gozda.
Kaledonci so bili, podobno kot mnoga druga keltska plemena v Britaniji, graditelji gradišč in kmetje, ki so večkrat porazili Rimljane in bili tudi sami poraženi. Rimljani niso nikoli v celoti zasedli Kaledonije, čeprav so to večkrat poskusili. Skoraj vsi podatki o njih prihajajo iz virov njihovih sovražnikov Rimljanov, zato je o njih težko dobiti popolnoma objektivno sliko.
Britanski zgodovinar Peter Salway, specialist za Rimsko Britanijo, domneva, da so bili Kaledonci  skupina upornih domorodnih piktskih plemen, ki so zaradi vedno večjega pritiska Rimljanov pobegnila iz Britanije. Kaledonci, po katerih se imenuje zgodovinska Kaledonska plemenska zveza, so se v vojni z Rimljani morda združili s plemeni iz severne srednje Škotske, na primer z Vakomagi, Teksali in Venikonci, ki jih omenja Ptolemaj.  Rimljani so z nekaterimi britskimi plemeni, med njimi z Votadini, sklenili premirje in s tem ustvarili učinkovite tamponske države.

## Zgodovina iz rimske perspektive
Tacit omenja da je Agrikola leta 83 ali morda 84 v bitki na Mons Graupius  porazil Kaledonce pod poveljstvom njihovega poglavarja Kalgaka. Tacit Kalgaka ne naslavlja na primer s kraljem, zato ni jasno ali so imeli Kaledonci skupnega vladarja  ali vsako pleme svojega poglavarja in je bil Kalgak samo izvoljeni vojskovodja. Tacit Kaledonce opisuje kot rdečelasce z dolgimi okončinami. 
Leta 180 so Kaledonci prebili Hadrijanov zid in napadli Britanijo. Rimljani več let niso uspeli osvojiti izgubljenega ozemlja, dokler ni guverner Ulpij Marcel z njimi sklenil mirovne pogodbe. To pomeni, da so bili Kaledonci zmožni sklepati skupne  pogodbe, četudi so imeli domnevno različne poglavarje.  
Kasij Dion je leta 197 zapisal, da so se Kaledonci pridružili napadom na Rimljane, ki so jih vodili  Meti in Briganti. Njihovi napadi so najbrž prisilili guvernerja Klodija Albina, da je umaknil svoje garnizije s Hadrijanovega zidu. Dion pravi, da so Kaledonci prelomili mirovno pogodbo, ki so jo sklenili nekaj let pred tem.
Albina je po njegovem porazu zamenjal Virij Lup z nalogo, da v celi Britaniji ponovno vzpostavi rimsko oblast in od Metov kupi mir, namesto da bi se z njimi vojskoval. 
Kaledonci so naslednjič omenjeni leta 209, ko so se morali vdati cesarju Septimiju Severju, ki je osebno vodil vojni pohod severno od Hadrijanovega zidu. Njegov namen je bil doseči bleščečo vojaško zmago. Herodijan in Dion pohod omenjata samo bežno, vendar pravita, da so morali Kaledonci Severju prepustiti svoje ozemlje. Dion omenja tudi to, da je imela rimska vojska zaradi izčrpanosti in gverilskih napadov Kaledoncev 50.000 žrtev. Colin Martin trdi, da Sever na svojem pohodu ni iskal odločilne bitke, ampak poskušal uničiti plodna polja vzhodne Škotske in z lakoto povzročiti pomor Kaledoncev.
Leta 210 je Kaledoncem uspelo obnoviti svoje zavezništvo z Meti in se pridružiti njihovi novi ofenzivi proti Rimljanom. Sledil je rimski kazenski pohod, ki ga je vodil Severjev sin Karakala, na katerem naj bi pobili vse, ki bi se upirali, ne glede na njihovo plemensko pripadnost. Sever se je kljub temu, da je bil težko bolan, pripravljal na popolno osvojitev Kaledonije, vendar je leta 211 v Eboraku (York) umrl. Oblast v Britaniji je poskušal prevzeti Karakala, vendar ga vojska ni hotela priznati za cesarja, zato je s Kaledonci sklenil mir. Umaknil se je na jug, da bi uveljavil svojo zahtevo po rimskem prestolu. Sheppard Frere trdi, da je Karakaka po očetovi smrti še nekaj časa nadaljeval pohod proti Kaledoncem in se šele potem vrnil v Britanijo. Svojo trditev podpira z njegovim zakasnelim prihodom v Rim, posredno pa z numizmatičnimi in epigrafskimi dokazi. Malcolm Todd temu ugovarja, ker za Frerove trditve ni nobenih dokazov, ne glede na to pa ostaja dejstvo, da so Kaledonci potisnili Rimljane preko Hadrijanovega zidu.
Naslednjih sto let ni omenjen noben zgodovinski dogodek, v katerem bi bili udeleženi Kaledonci. Izjema je napis iz Colchestra, ki je nastal okoli leta 230, na katerem je posvetilo moža, ki ima samega sebe za nečaka ali vnuka Kaledonca Vepogena. Zatišje bi lahko bilo posledica uspešnih Severjevih vojnih pohodov, kar je zelo malo verjetno. Leta 305 je Konstancij Klor ponovno napadel sever Britanije. Iz virov ni povsem razvidno zakaj in ali je resnično dosegel veliko zmago nad "Kaledonci in drugimi". Zapis je zanimiv tudi zato, ker plemena na tem ozemlju prvič imenuje Pikti.

## Videz
Tacit v svojem Agrikoli okoli leta 98 opisuje Kaledonce kot rdečelasce z dolgimi okončinami in jim pripisuje germansko poreklo:
"Rdečkasti lasje (rutilae) in dolgi udi Kaledoncev kažejo na njihovo germansko poreklo".
Jordanes v svoji Getiki piše nekaj podobnega: 
"Prebivalci Kaledonije imajo rdečkaste lase in velika, ohlapno spojena telesa".
Evmenij, panegerik Konstancija Klora, piše, da so bili tako Pikti kot Kaledonci rdečelasi (rutilantia).

## Arheološki dokazi
O  Kaledoncih in njihovi kulturi je malo neposrednih dokazov, vendar je kljub temu mogoče rekonstruirati  njihova naselja.
Kaledonska gradišča, ki so se raztezala od North York Moorsa  do Škotskega višavja dokazujejo,  da se je po srednji železni dobi v severni Veliki Britaniji razvila značilna kultura. Gradišča so bila mnogo manjša od gradišč bolj južno in so bila pogosto manjša od 10.000 m². Nobenega dokaza ni, da so bila zelo zasedena ali branjena. Naselja so bila verjetno zelo razpršena.
V času rimske invazije na Britanijo so se prebivalci umaknili na manj utrjene, vendar bolj  zaščitene kmetije, obdane z zemljenimi okopi. Na takšnih podeželskih dvorcih so živele skupine družin, ki so se z vzajemnim sklepanjem zakonskih zvez in drugače povezovale s sosednjimi naselji.
Vzrok za  umik Kaledoncev in njihovih sosedov z gradišč na kmetije ni znan. Barry Cunliffe domneva, da je od 2. stoletja dalje razkazovanje impresivnih rezidenc postalo manj pomembno, ker je zaradi izboljšav v pridelovanju hrane ali zaradi zmanjšanja števila prebivalcev borba za hrano postala manj kritična. Arheološke najdbe rimskih izdelkov bi po drugi strani lahko pomenile, da se je družbeni položaj posameznikov začel razkazovati z uvoženim eksotičnim osebnim okrasjem in ne z gradnjo  impresivnih bivališč. 